# Wilhelm Wisser

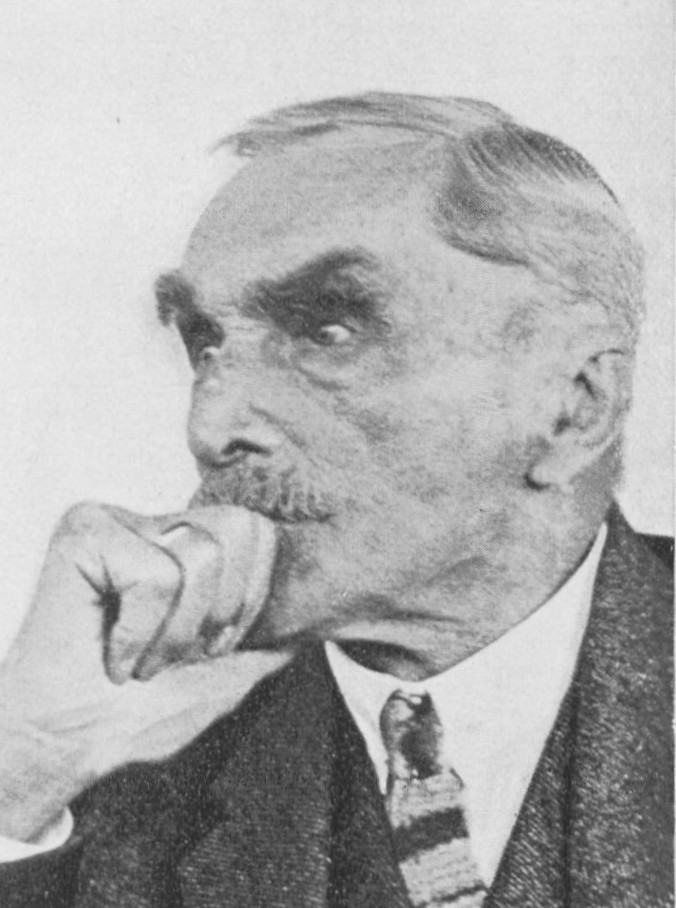
Wilhelm Wisser, um 1933

Heinrich Wilhelm Wisser (* 27. August 1843 in Klenzau (Ostholstein); † 13. Oktober 1935 in Oldenburg (Oldb)) war ein deutscher Gymnasialprofessor sowie Märchen- und Mundartforscher.

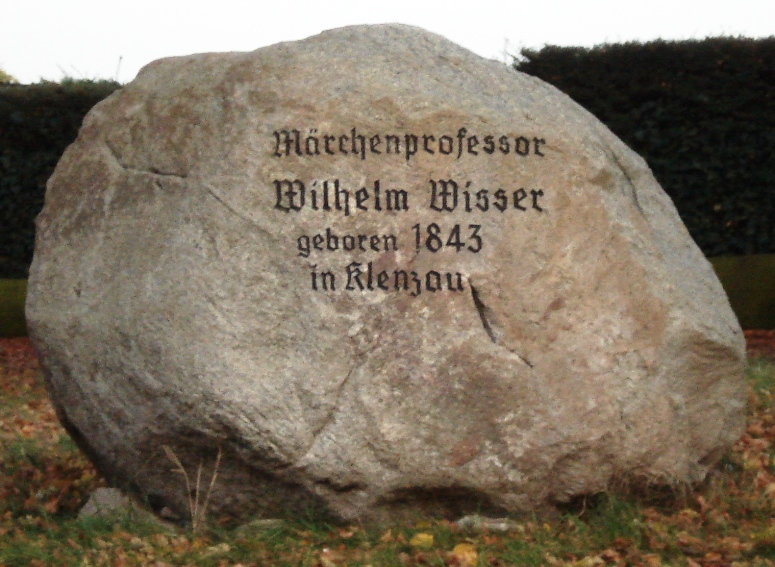
Der Gedenkstein für Wilhelm Wisser in Klenzau

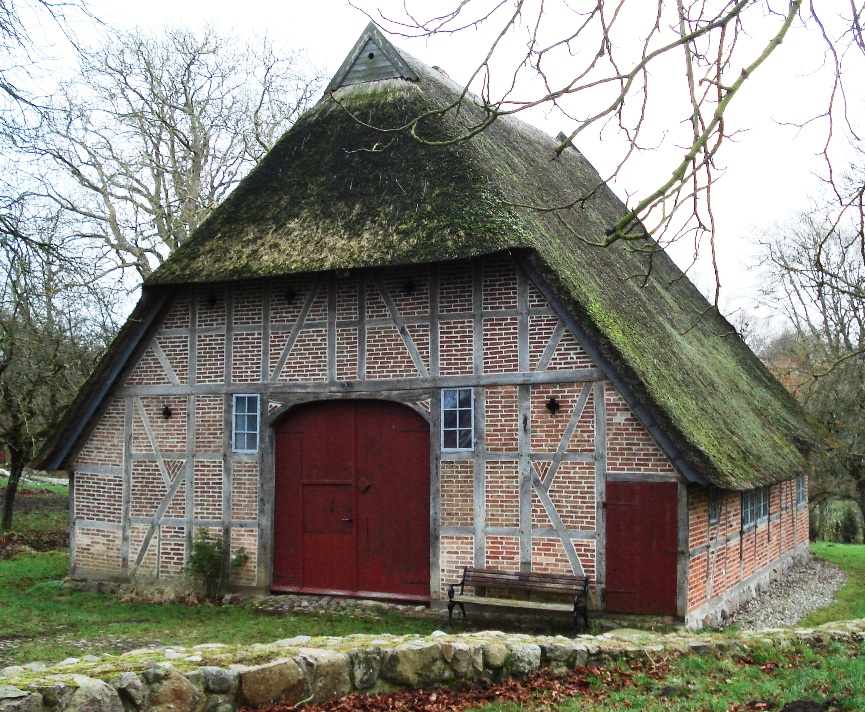
Die „Wilhelm-Wisser-Kate“ in Braak

## Leben und Werk
Wilhelm Wisser war ein Sohn des Schuhmachermeisters und Eigenkätners Jürgen Wilhelm Wisser (1808–1871) und dessen Ehefrau Margarethe Christine geb. Sach (1816–1897). Er wuchs ab seinem zweiten Lebensjahr bei seiner Großmutter in Braak auf und erhielt seinen ersten Unterricht in einer Landschule. Von 1855 bis 1862 besuchte er das Großherzogliche Gymnasium in Eutin und studierte danach Alte Sprachen und Germanistik an den Universitäten Kiel und Leipzig. Ab 1867 war er als Hauslehrer auf dem Gut Rothensande tätig. 1869 wurde er zum Dr. phil. promoviert. 1870 wurde er Gymnasiallehrer für Latein, Griechisch und Deutsch in Eutin. Von 1877 bis 1887 war Wisser Oberlehrer am Mariengymnasium in Jever und kehrte 1887 wieder nach Eutin zurück. 1902 ließ er sich an das Gymnasium in Oldenburg versetzen, wo er bis 1908 unterrichtete.
Für Wissers Werk als späterer „Märchenprofessor“ war zunächst seine Zeit in Eutin ab 1887 die entscheidende. In der 1804 von Gerhard Anton von Halem gegründeten Literarischen Gesellschaft Eutin hielt er mehrere Vorträge zu Volksmärchen im Niederdeutschen. Daraufhin fasste Wisser den Plan, eine Sammlung von Märchen anzulegen, blieb aber zunächst erfolglos. Erst 1898 vermittelte der Eutiner Pastor Heinrich Aye Wisser Kontakte zu älteren Bewohnern der umliegenden Dorfschaften, bei denen sich Geschichten in ihrem urwüchsigen Charakter und in unverfälschter niederdeutscher Sprache erhalten hatten.
In der Folge sammelte Wisser zwischen Fehmarn und Lübeck plattdeutsche Märchen, die er sich von 1898 bis 1909 von rund 240 älteren Leuten aus allen Bevölkerungsschichten erzählen ließ, insbesondere von sogenannten „kleinen Leuten“ wie Tagelöhnern, Kätnern und Handwerkern. Nach seiner Versetzung nach Oldenburg 1902 nutzte Wisser die Sommer- und Herbstferien in Ostholstein für seine weitere Sammeltätigkeit. Als Standquartier diente ihm dabei zeitweilig das Gut Sierhagen bei Neustadt in Holstein, wo ihn Carl Gabriel von Scheel-Plessen aufnahm.
Nach seinem Eintritt in den Ruhestand beendete Wisser seine Sammelarbeit und kümmerte sich fortan um die Veröffentlichung. Bereits 1904 ließ er die als Kindermärchen geeigneten Geschichten unter dem Titel Wat Grotmoder vertell't herausgeben. Der Band wurde mit Zeichnungen des Oldenburger Malers Bernhard Winter, mit dem er freundschaftlich verbunden war, illustriert. 1913 folgte dann der erste Band für Erwachsene, ein zweiter Band folgte 1927. Wissers Märchen wurden weiterhin als selbständiger Band in die von Friedrich von der Leyen und Paul Zaunert herausgegebenen Sammlung Die Märchen der Weltliteratur aufgenommen und wurden damit auch international anerkannt. Neben der Veröffentlichung in Sammelbänden erschienen Wissers Märchen weiterhin in Kalendern und Zeitschriften. Eine später im Auftrag des Reichsinnenministeriums erstellte Gesamtausgabe seiner Sammlung umfasst 2.500 Seiten.
Mit Conrad Borchling führte Wisser einen heftigen Streit um die niederdeutsche Orthographie, der in der Zeitschrift Niedersachsen ebenfalls veröffentlicht wurde.
1921 war Wilhelm Wisser in Oldenburg Mitbegründer der niederdeutschen Bühne Ollnborger Kring, der heutigen August-Hinrichs-Bühne.

## Ehrungen
Für seine Arbeit erhielt der „Märchenprofessor“ verschiedene Ehrungen, so u. a. 1926 den John-Brinckman-Preis. In Oldenburg, Eutin, Lübeck (Wilhelm-Wisser-Weg) und Braak sind Straßen nach ihm benannt und in Eutin trägt die „Wilhelm-Wisser-Gemeinschaftsschule“ seinen Namen. Eine Gedenktafel am Haus in der Eutiner Albert-Mahlstedt-Straße 37 trägt die Aufschrift „In dit Huus hett de Märchenprofesser Wilhelm Wisser waant as he v. [vun] 1887 bet 1902 in Eutin Schoolmeister an de hoge School weer.“ Am Rosengarten in Eutin steht eine Plastik von einer Zentralfigur der Märchen des „Dummhans“.
Die Kate in Braak, in der Wisser aufwuchs, ist erhalten und steht als „Wilhelm-Wisser-Kate“ unter Denkmalschutz.

## Familie
Am 12. August 1872 heiratete Wilhelm Wisser die aus Malente stammende Ida Friederike Dorothea Ohrt (1850–1873) und nach deren frühen Tod 1877 Anna Florkowski aus Schwerin (1859–1950). Aus seinen Ehen gingen vier Söhne und zwei Töchter hervor, darunter die Schauspielerin und spätere Ehefrau des Regisseurs Hermann Thimig Hanna Thimig-Wisser (1894–1989), die spätere Lebensgefährtin der niederdeutschen Autorin Alma Rogge.